# Bourgs sur Colagne
Bourgs sur Colagne is een gemeente in het Franse departement Lozère in de regio Occitanie die deel uitmaakt van het arrondissement Mende.. De gemeente telde 2.077 inwoners op 1 januari 2022. Bourgs sur Colagne is op 1 januari 2016 ontstaan door de fusie van de gemeenten Chirac en Le Monastier-Pin-Moriès.

## Geografie
De oppervlakte van Bourgs sur Colagne bedroeg op 1 januari 2022 53,09 vierkante kilometer; de bevolkingsdichtheid was toen 39,1 inwoners per km².
De Colagne stroomt door de gemeente. Naast de kernen Chirac en Le Monastier bestaat de gemeente verder nog uit volgende dorpen en gehuchten: Les Ajustons, Alteyrac, Le Bruel, La Chazette, Le Croizier, Fabrèges, Le Massibert, Moriès, Raz, Les Redondes, Le Regourdel, Les Violles en Volmanieres.
De onderstaande kaart toont de ligging van Bourgs sur Colagne met de belangrijkste infrastructuur en aangrenzende gemeenten.

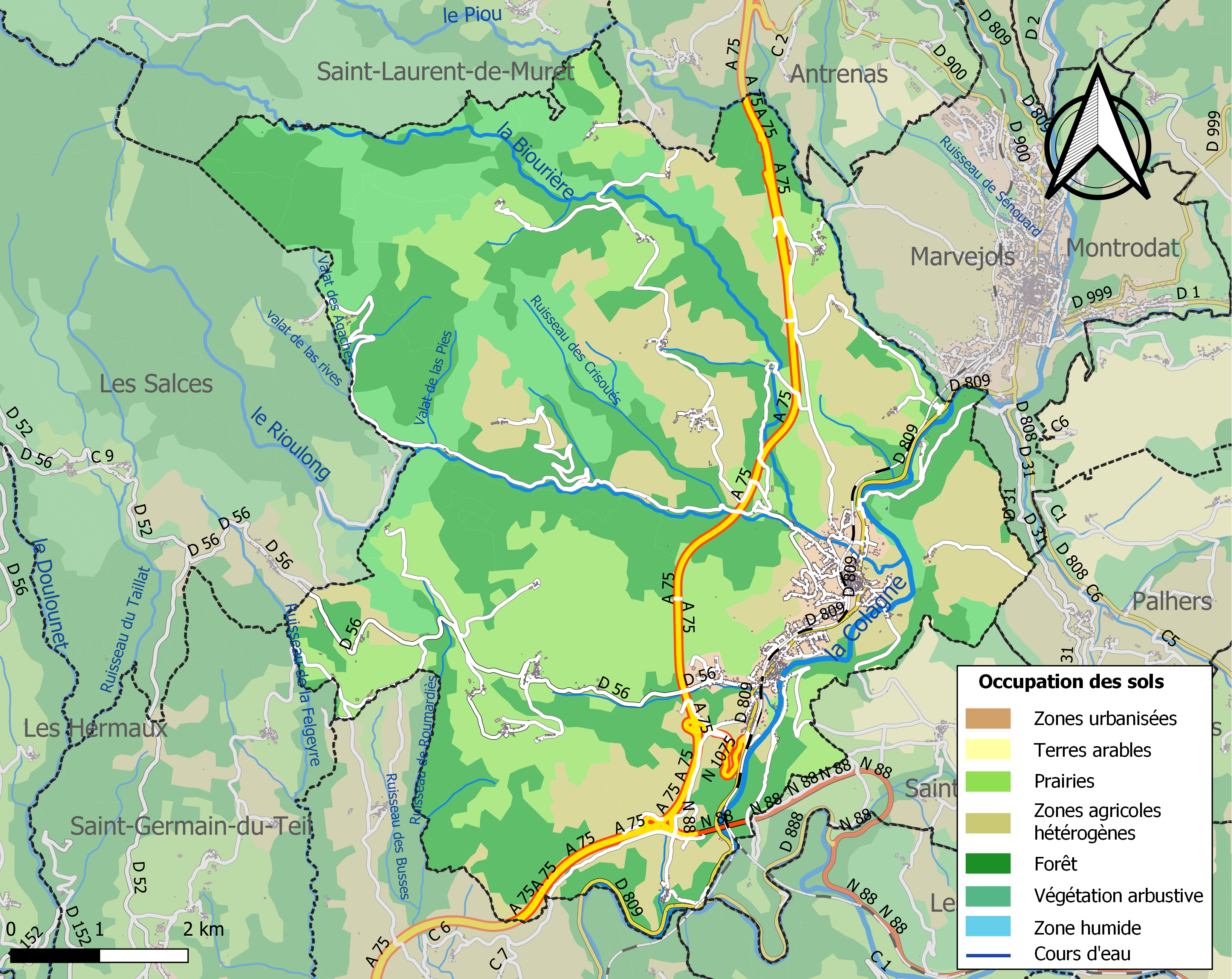

## Verkeer en vervoer
De autosnelweg A75 loopt door de gemeente.
In de gemeente liggen de treinstations Le Monastier en Chirac.